# Appat (Ilulissat)
Appat [ˈapːat] (nach alter Rechtschreibung Agpat; dänisch Ritenbenk) ist eine wüst gefallene grönländische Siedlung im Distrikt Ilulissat in der Avannaata Kommunia.

## Lage
Appat liegt an der Südspitze einer gleichnamigen Insel, die die mittlere von drei kleineren westlich von Alluttoq (Arveprinsens Ejland) gelegenen Inseln ist. Appat befindet sich 26 km südlich von Qeqertaq und 61 km nördlich von Ilulissat.

## Geschichte

### Gründungsphase
Aus den Berichten von Lourens Feykes Haan geht hervor, dass Appat schon zu Beginn des 18. Jahrhunderts vor der Kolonialzeit bewohnt war. Er schrieb von „zwei Wildmännerhäusern“. Auch 1776 wurden dort Menschen vorgefunden.
Im Sommer 1781 wurde die Loge Ritenbenk aus Saqqaq nach Appat verlegt, wobei der Ort mangels Kaufmann vorerst weiterhin nur eine Loge war. In den ersten Jahren nannte man sie auch Colonien Svarte Vogel Bay, nach einem historischen Namen des Küstenstreifens im Nordwesten von Alluttoq.
In den ersten Jahren litt die Bevölkerung an Skorbut und im Winter 1784 starben so fünf Kolonisten. Im folgenden Herbst kamen weitere fünf Mann bei einem Bootsuntergang ums Leben. Dennoch war die Loge wirtschaftlich erfolgreich. 1783 war ein großes Speckhaus gebaut worden. 1787 wurde die Loge als einer der wichtigsten Orte Nordgrönlands bezeichnet. Zu dieser Zeit waren ein Bootsmann, ein Böttcher, ein Zimmermann, ein Koch und drei Arbeiter angestellt.

### Ritenbenk als Kolonie
1790 wurde Ritenbenk wieder eine Kolonie. Zu diesem Zeitpunkt gab es ein Stockwerkwohnhaus, ein Fachwerkspeckhaus, ein Provianthaus und eine Brauerei, die beide als Torfmauerhäuser errichtet worden waren. In den folgenden Jahren kam es mehrfach zu weiteren Bootsunglücken und einige Grönländer zogen wegen schlechter Lage aus dem Kolonialdistrikt fort, aber noch vor 1800 begann sich die Lage zu bessern. Es wurde Garnfang und Handel betrieben und es gab viele gewinnbringende Wohnplätze im Kolonialdistrikt. 1793 lebten 60 Menschen in drei Häusern in Appat. 1795 wurde die nahegelegene Anlage in die Kolonie versetzt. 1799 wurde die Kolonie Alluttoq unter Ritenbenk gelegt. 1803 wurden Ritenbenk und Alluttoq neben der grönländischen Bevölkerung zusammen von einem Handelsassistenten, einem Walfängerassistenten, einem Unterassistenten, einem Speckschneider, einem Vorsteher, drei Bootsmännern, zwei Zimmermännern, zwei Böttchern, einem Koch, einem Schmied und sieben Matrosen bewohnt. 1805 lebten nur noch 39 Menschen in Appat.
Während der Kriegsjahre von 1807 bis 1814 ging es der Kolonie anfangs noch recht gut, aber später wurden Wohnplätze aufgegeben, der Walfang eingeschränkt und der Handel kam zum Erliegen. Durch den Zuzug von Wohnplätzen war die Einwohnerzahl bis 1816 wieder auf 60 Personen gestiegen. 1821 wurde eine Schulkapelle errichtet. 1841 wurde ein neues Gebäude aus Dänemark eingefahren. Durch den abnehmenden Walfang erreichte die Kolonie nie wieder den Wohlstand der Vorkriegszeit und 1850 war Ritenbenk der zweitunproduktivste Koloniedistrikt Grönlands nach Godhavn.

### 20. Jahrhundert
1915 hatte Appat 130 Einwohner, darunter ein Däne. Es gab 17 Jäger, einen Fischer und zehn öffentliche Angestellte. Die Bevölkerung lebte in 22 grönländischen Wohnhäusern. Der Wohnung des Kolonialverwalters war ein Stockwerkbau von 1858 mit Schieferdach. Direkt angebaut war ein Proviantlager mit Laden und beide Gebäude zusammen waren 24 m lang. Es gab eine 1914 errichtete Böttcherei, eine 1869 gebaute Brauerei mit Bäckerei, ein Kohlenhaus von 1903, ein Pulverhaus von 1870, ein Petroleumshaus von 1916, eine Tranbrennerei von 1869 und ein Speckhaus von 1885. Ein Gebäude wurde 1869 als Stockwerkbau mit Schieferdach errichtet, um dem Handelsassistenten als Wohnung zu dienen, aber dann in eine Pastorenwohnung umfunktioniert. Direkt angebaut an das Schlafzimmer war eine Zimmerei, in der häufig Tanzfeste stattfanden, vermutlich zum Leid des Pastors. Es gab eine Schule, die 1902 als Fachwerkbau mit Torfmauerfassade errichtet wurde und deren Materialien aus einer alten Kapelle stammten. Die Kirche von 1880/81 war ein Fachwerkgebäude mit Bretterverkleidung und Dachschindeln. Sie hatte ursprünglich einen kleinen Kirchturm mit Uhr, der aber entfernt wurde. Das Harmonium in der Kirche war ein Geschenk von Bischof Peder Madsen und die Altartafel war ein Werk und eine Stiftung von Fräulein Roed aus Kopenhagen.
Ab 1911 war Ritenbenk als Kolonie auch Sitz einer eigenen Gemeinde ohne zugehörigen Wohnplatz. Sie lag im 6. Landesratswahlkreis Nordgrönlands und hatte einen Gemeinderat mit drei Mitgliedern. Der Ort gehörte lange zur Kirchengemeinde von Ilulissat, wurde jedoch später mit einem Distriktspastor besetzt, der ab 1917 einer eigenen Kirchengemeinde vorstand. Ritenbenk gehörte zum Arztdistrikt von Jakobshavn.
1930 hatte Appat nur noch 89 Einwohner. In den 1930er Jahren wurden ein Materiallager und ein Fischhaus gebaut, aber die Fischerei sollte nie wirklich erfolgreich werden: 1952 fingen die 15 Fischer zusammen gerade einmal 10.488 kg Dorsch. 1940/41 war die Einwohnerzahl wieder auf 140 Personen angestiegen. Am 18. Dezember 1941 wurde bekanntgegeben, dass Ritenbenk vom 1. April 1942 an den Koloniestatus verliert und der ganze Koloniedistrikt nach Jakobshavn eingegliedert wird. Von da an war Appat nur noch ein Udsted. 1950 hatte Appat nur noch 76 Einwohner. Im selben Jahr wurde der Ort in die neue Gemeinde Ilulissat integriert, während der größere Teil des früheren Kolonialdistrikts in der Gemeinde Vaigat aufging. 1955 verlor der Ort sogar den Udstedsstatus und wurde zum Wohnplatz herabgestuft. Nur drei Jahre später wurde der Ort gänzlich aufgegeben. Damit ist Appat die einzige ehemalige Kolonie Grönlands, die heute nicht mehr bewohnt ist. Heute wird der Ort als Schullandheim genutzt.

## Liste der Kolonialangestellten bis 1921

### Kolonialverwalter
Folgende Kolonialverwalter waren bis 1921 mit der Verwaltung der Kolonie Ritenbenk vertraut.
- 1757–1770: Carl Christopher Dalager
- 1770–1774: Peter Lorentz Hind
- 1774–1782: Jens Andersen Geraae
- 1782–1784: Adam Christian Thorning
- 1784–1790: Nikolaj Christian Leigh
- 1790–1799: Niels Larsen Lunde
- 1799–1801: Peter Hanning Motzfeldt
- 1801–1803: Edvard Christie Heiberg
- 1803–1808: Christian Frederik Rousing
- 1808–1811: Johan Ritter
- 1811–1813: Hans Mossin Fleischer
- 1813–1824: Nicolai Julius Rasmussen
- 1824–1825: Johan Peter Petersen
- 1825–1831: Christian Ferdinand Plum
- 1831–1852: Jens August Mørch
- 1852–1856: Rasmus Møldrup
- 1856–1858: J. Georg Kursch
- 1858–1862: Eduard Gaspar Boye
- 1862–1870: Christian Engelbrecht Andersen
- 1870–1874: Albert Emil Blichfeldt Høyer
- 1874–1875: Edgar Christian Fencker
- 1875–1878: Niss Lauritz Elberg
- 1878–1879: Peter Anton Marius Elberg
- 1879–1881: Johannes Herman Mads Mørch
- 1881–1885: Hjalmar Christian Reinholdt Knuthsen
- 1885–1890: Otto Alexander Juncker
- 1890–1892: Edgar Christian Fencker
- 1892–1899: Carl Frederik Myhre
- 1899–1901: Ole Bendixen
- 1901–1902: Anders Peter Olsen
- 1902–1903: Johannes Otto Frederik Mathiesen
- 1903–1905: Johan Christian Evensen
- 1905–1906: H. T. Petersen
- 1906–1907: Johan Christian Evensen
- 1907–1912: Johannes Otto Frederik Mathiesen
- 1912–1914: Axel Kristian Marius Vinterberg
- 1914–1916: Einar Andersen
- 1916–1917: Aage Carlhegger Erik Østerberg Bistrup
- 1917–1918: Einar Andersen
- 1918–1919: Olav Even Olsen
- 1919–1920: Otto Rudolph Binzer
- ab 1920:00. Aage Henby Kristian Knudsen

### Missionare und Pastoren
Die Kolonie Ritenbenk wurde lange Zeit vom Missionar der Kolonie Jakobshavn geleitet. Ab 1906 erhielt die Kolonie einen Pastor unterhalb desjenigen in Ilulissat. Erst ab 1915 war die Kolonie eine eigenständige Kirchengemeinde.
- 1759–1760: Christen Hansen Fabricius
- 1906–1908: Rasmus Jørgen Nielsen
- 1908–1909: Harald Emanuel Mortensen
- 1909:–0000 Hans Andreas Jakob Theofilus Hansen
- 1911–1914: Christian Hans Rossen
- ab 1915:00. Michael Mathias Johannes Storch

## Söhne und Töchter
- Johannes Pjetursson (1869–1932), Landesrat
- Jonas Zethsen (1881–?), Landesrat
- Adam Hendriksen (1886–?), Landesrat
- Jens Nielsen (1887–?), Handelsverwalter und Landesrat
- Hans Nielsen (1891–?), Handelsverwalter und Landesrat
- Ulrik Rosing (1928–2006), Journalist und Politiker